# راكيل دياز
إسمها الحقيقي شول ماري ريفولدت (بالإنجليزية: Shaul Marie Rehwoldt) وإسمها الفني راكيل دياز (بالإنجليزية: Raquel Diaz) هي مغنية وعارضة أزياء ومصارعة محترفة أمريكية ولدت في يوم 14 أكتوبر 1990 في مدينة إل باسو في ولاية تكساس في الولايات المتحدة، راكيل هي من عائلة غيريرو وهي ابنة فيكي غيريرو وإدي غيريرو وحالياً هي متزوجة من المصارع أيدين أنجليش، شاركت في بطولة المصارعة المحترفة في فلوريدا في سنة 2010 وفازت ببطولة المصارعة هناك في سنة 2011، بعدها تعاقدت مع دبليو دبليو إي إن إكس تي قبل تغادر أن اتحاد المصارعة في سنة 2014.

## روابط خارجية
- راكيل دياز على موقع IMDb (الإنجليزية)

.
- راكيل دياز على موقع CageMatch worker (الإنجليزية)
- راكيل دياز على موقع قاعدة بيانات المصارعة على الإنترنت (الإنجليزية)
- راكيل دياز على موقع عالم المصارعة على الإنترنت (الإنجليزية)